# Veliko Lipje
Veliko Lipje (Duits: Großlipplach) is een plaats in Slovenië en maakt deel uit van de gemeente Žužemberk in de NUTS-3-regio Jugovzhodna Slovenija. De plaats telde 44 inwoners op 1 januari 2020.